# Weymouthia mollis
Weymouthia mollis är en bladmossart som beskrevs av Brotherus 1906. Weymouthia mollis ingår i släktet Weymouthia och familjen Meteoriaceae. Inga underarter finns listade i Catalogue of Life.